# 倒棘鯒
倒棘鯒，又稱松葉倒棘牛尾魚，為輻鰭魚綱鮋形目牛尾魚科的一種。分布于日本本州的中部以南及菲律宾各近海内以及中国南海、台湾海峡等海域，属于热带底层海鱼。其常栖息于沙底地区。该物种的模式产地在日本。

## 深度
水深5至50公尺。

## 特徵
頭部平扁，有強突起之稜線及銳棘，前鰓蓋骨後緣有1枚肥大之棘；下緣有1向前逆生之棘；鰓蓋主骨邊緣無皮質突起，眼眶上緣無觸角突起。體側背黃褐色，具6個褐色斑點。背鰭據8行點列橫紋。體長可達20公分。

## 生態
本魚棲息於沙泥質海底，常潛於沙中，露出兩眼，伺機捕食魚蝦等。

## 經濟利用
食用魚，可用油煎食。